# Elia Goode Byington
Elia Goode Byington (nascida Goode; Thomaston, 24 de março de 1858 – 3 de fevereiro de 1936) foi uma jornalista americana. Com o marido, ela foi coproprietária, editora e gerente do Evening Ledger, localizado em Columbus. Byington trabalhou como presidente do clube Georgia Women's Press. Ela morreu em 1936.

## Biografia
Elia Warren Goode nasceu em Thomaston, na Geórgia, em 24 de março de 1858. Ela veio de uma distinta família da Geórgia, sendo filha do coronel. Charles T. Goode, de Americus, e neta do Gen. Eli Warren, de Perry.
Ela recebeu sua alfabetização no Furlow Female College, em Americus, e no Georgia Female College, em Madison.
Seu pai morreu quando ela tinha dezesseis anos, deixando uma família grande e uma renda limitada. Por causa de seu conhecimento de música, ela se tornou professora. Depois de dois anos, em 1877, ela se casou com Edward Telfair Byington. Tornando-se interessada nos trabalhos jornalísticos de seu marido, ela começou a ajudá-lo com sua escrita. Com o marido, ela foi coproprietária, editora e gerente do Columbus Evening Ledger, um bem-sucedido diário da Região Sul dos Estados Unidos. Ela estava interessada no progresso intelectual e industrial da mulher e, como tal, com exceção de dois transportadores e quatro homens para o trabalho ao ar livre, todos os funcionários do escritório do Evening Ledger eram mulheres. Byington também organizou um Worker's Club para ajudar as muitas jovens que estavam sobrecarregadas com o conservadorismo sulista.
Byington foi presidente do Woman's Press Club of Georgia, bem como secretária e tesoureira do Art Club, a principal organização social e literária de Colombo. Ela também foi membro das Filhas da Revolução Americana, servindo como Secretária de Registro do Capítulo Oglethorpe de Colombo. Byington viveu na Geórgia toda a sua vida, e morreu em 3 de fevereiro de 1936, e está enterrada no Rose Hill Cemetery em Macon, Geórgia.